# Leptostylopsis guanica
Leptostylopsis guanica är en skalbaggsart som beskrevs av Marc Micheli 2004. Leptostylopsis guanica ingår i släktet Leptostylopsis och familjen långhorningar. Inga underarter finns listade i Catalogue of Life.